# Overkill (album de Savant)
Pour les articles homonymes, voir Overkill (homonymie).
Albums de Savant
Alchemist
(2012) ♥ (heart)
(2013)
Overkill est le huitième album du producteur d'electronic dance music norvégien Aleksander Vinter, et son sixième sous le nom de Savant.

## Liste des pistes[1]
| 1.    | Big Ben             | 1:22 |
| 2.    | Requiem of Dreams   | 5:38 |
| 3.    | Overkill            | 4:56 |
| 4.    | Storm The Gates     | 3:11 |
| 5.    | Aces Sleeved        | 9:00 |
| 6.    | Technodrome         | 3:44 |
| 7.    | Vario 64            | 3:30 |
| 8.    | Vinter In Hollywood | 5:15 |
| 9.    | Wade In The Water   | 5:36 |
| 10.   | Wildstyle           | 3:54 |
| 11.   | Feel Me             | 2:31 |
| 50:36 |                     |      |